# Љубомир Кокеза
Љубомир Кокеза (Сплит, 15. мај 1920 — Сплит, 22. август 1992) био је југословенски фудбалер.

## Каријера
Наступао је у млађим категоријама Сплита и Хајдука, од 1938. био је стандардни првотимац сплитског Хајдука, у коме је играо на позицији десног бека. Једно време играо је у загребачком ХАШК-у, а 1943. године одлази у партизане, следеће године на ослобођеном Вису прикључује се Хајдуку који је постао Тим НОВЈ. За Хајдук је одиграо 625 утакмица и постигао је осам голова, тако да се по броју мечева у дресу Хајдука налази међу рекордерима — на четвртом месту (Матошић 739, Хлевњак 665, Луштица 634. утакмица). Учествујући у 13 првенстава, са Хајдуком је три пута освајао титулу првака Југославије: 1950, 1952. и 1955. године.
За сениорску репрезентацију Југославије одиграо је две утакмице, једну утакмицу за омладинску (1941) и једну за „Б“ репрезентацију. За Југославију је дебитовао 9. маја 1946, против Чехословачке (2:0) у Прагу на првој послератној утакмици репрезентације, а након скоро седам година одиграо другу утакмицу, 2. новембра 1952. против Египта у Београду (5:0).

## Приватно
Љубомир Кокеза је преминуо 22. августа 1992. године у Сплиту. Његова ћерка Тања Кокеза је била тенисерка, а једно време је била естрадна уметница.

## Наступи за репрезентацију Југославије
| #  | Датум             | Место   | Противник    | Резултат | Гол | Такмичење            |
| -- | ----------------- | ------- | ------------ | -------- | --- | -------------------- |
| 1. | 9. мај 1946.      | Праг    | Чехословачка | 2:0      | 0   | Пријатељска утакмица |
| 2. | 2. новембар 1952. | Београд | Египат       | 5:0      | 0   | Пријатељска утакмица |

## Успеси
- Хајдук Сплит
  - Првенство Југославије: 1950, 1952, 1955.